# Nohurqışlaq
Nohurqışlaq är en ort i Azerbajdzjan.   Den ligger i distriktet Qəbələ, i den centrala delen av landet, 180 km väster om huvudstaden Baku. Nohurqışlaq ligger 658 meter över havet och antalet invånare är 2 780.
Terrängen runt Nohurqışlaq är varierad. Närmaste större samhälle är Qutqashen, 5,9 km nordväst om Nohurqışlaq. 
Omgivningarna runt Nohurqışlaq är en mosaik av jordbruksmark och naturlig växtlighet. Runt Nohurqışlaq är det ganska tätbefolkat, med 58 invånare per kvadratkilometer.